# Al-Tasrif

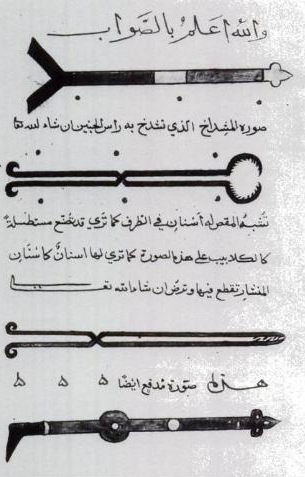
Ilustración de los instrumentos medievales musulmanes quirúrgicos del médico Abulcasis (enciclopedia médica del :: Kitab al-Tasrif).

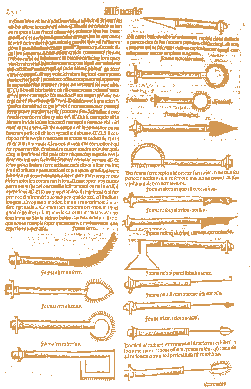
Página sobre los instrumentos quirúrgicos y médicos, de una traducción al latín de 1531 realizada por Peter Argellata.

El Kitab al-Tasrif (en árabe, كتاب التسريف) (Libro de la práctica médica) fue una influyente enciclopedia médica árabe escrita hacia el año 1000 de nuestra era por Abu ul-Qásim al-Zahrawi (Abulcasis), conocido como el «padre de la cirugía moderna». Esta obra cuenta con 30 volúmenes que incluyen descripciones anatómicas, clasificaciones de enfermedades, información nutricional y quirúrgica, y algunas secciones relacionadas con la medicina, la cirugía ortopédica, la oftalmología, la farmacología, la nutrición, etc. pero destaca por sus referencias a la cirugía.
En el mundo occidental, esta obra ha sido conocida por su nombre en latín Concessio ei data qui componere haud valet. Durante casi seis siglos, continuó siendo, tanto para médicos como para cirujanos, una de las guías prácticas más importantes, tanto en el mundo islámico como en la Europa medieval.

## Contenido
El Kitab al-Tasrif cubría un amplio abanico de temas médicos, incluyendo la odontología y el alumbramiento, que habían sido recogidos por Abulcasis durante su carrera que abarcaba casi 50 años de estudios, enseñanza y práctica. Abulcasis también escribió acerca de la importancia de una relación positiva entre paciente y doctor, y escribió afectuosamente de sus estudiantes a los cuales se refería como «mis hijos». Enfatizó la importancia de tratar al paciente independientemente de su estatus social. Alentó la estrecha observación de cada caso individual para dar un diagnóstico más preciso y un tratamiento mejor.
Aunque no siempre ha sido valorado correctamente, al-Tasrif de Abulcasis describió lo que más tarde llegaría a ser el «método Kocher» para el tratamiento de un hombro dislocado y la «posición Walcher» en obstetricia. Al-Tasrif describía cómo ligar vasos sanguíneos antes que Ambroise Paré, y fue el primer libro que documentó varias herramientas dentales y explicó la naturaleza hereditaria de la hemofilia.

## Influencia
Al-Tasrif fue traducido al latín por Gerard de Cremona en el siglo XII, e ilustrado. Durante alrededor de cinco siglos de la Edad Media europea, fue la primera fuente del conocimiento médico europeo y sirvió como referencia a médicos y cirujanos.
En el siglo XIV, el cirujano francés Guy de Chauliac citó al-Tasrif más de 200 veces. Pietro Argallata (muerto en 1453) describe a Abu ul-Qásim como «sin duda alguna, el maestro de todos los cirujanos». En un trabajo más temprano, se le atribuye haber sido el primero en describir un embarazo ectópico en el 963, el cual constituía una fatal aflicción en esa época. La influencia de Abulcasis ha perdurado por, al menos, más de cinco siglos, extendiéndose hasta el Renacimiento y siendo citado varias veces por el cirujano francés Jaques Delechamps (1513-1588).

## Avances en cirugía
Abu ul-Qásim fue cirujano, especializado en cauterización. También inventó varios instrumentos quirúrgicos, usados para:
- inspección del interior de la uretra
- aplicación y retirada de cuerpos extraños de la garganta
- inspección del oído

Abulcasis también describe el uso de los fórceps en los partos vaginales.

### Cirugía dental
En cuanto a la odontología y la restauración dental, al-Tasrif es el texto más temprano en tratar el tema. Aporta métodos detallados para el reimplante de un diente desprendido.

### Disección
Abu ul-Qásim fue influyente en la revitalización de la disección en el estudio de la anatomía y la cirugía. Su énfasis en esta práctica se desprende del capítulo sobre cirugía, en el que explica:

Esta es la razón por la que no existe ningún médico hábil en nuestros días: el arte de la medicina tarda mucho tiempo en aprenderse por lo que es necesario para aquellos que la practican que, antes de ejercer, hayan sido entrenados en la ciencia de la anatomía/disección (Uln al-tashrih), tal y como Galeno la ha descrito, de esta forma podrán estar totalmente familiarizados con las funciones, las formas y la constitución de los órganos; así como con la manera en que están unidos y en qué forma son éstos independientes; así como también deberán conocer perfectamente los huesos, los nervios y los músculos, su nombre y su origen, así como los vasos sanguíneos, las arterias y las venas, con la dirección de sus flujos... Porque aquel que no conoce bien la anatomía, tal y como aquí ha sido descrito, es susceptible de cometer errores que pueden poner en peligro una vida

### Litotomía y urología
Abulcasis llevó a cabo la primera extracción con éxito de un cálculo en la vejiga utilizando un nuevo instrumento que él había inventado, un bisturí para litotomías con dos bordes cortantes, y una nueva técnica, la cistolitotomía, lo cual le ha permitido eliminar un cálculo «realizando la extracción trozo por trozo». Esta innovación se reveló como un gran descubrimiento para el desarrollo de este tipo de cirugía, disminuyendo de manera significativa la tasa de mortalidad obtenida en las anteriores tentativas de operación realizadas por otros médicos.

### Cirugía ocular
La técnica histórica de operación de las cataratas, consistente en el desplazamiento del cristalino, ha sido empleada por primera vez hace 4000 años por los cirujanos de la India antigua, sobre todo por Susruta. Ésta consiste en introducir en el ojo, sin anestesia, un bisturí no esterilizado, y abatir empujando hacia la parte posterior la catarata (es decir, el cristalino que se ha vuelto blanco y opaco) Imaginamos que la tasa de complicaciones debía de ser muy elevada, así que, en la Edad Media, los médicos árabes han inventado un método suplementario que consistía en introducir una aguja hueca para aspirar los desechos del cristalino. Este método ha sido descrito con precisión por Abulcasis.

### Neurocirugía
Abulcasis desarrolló material y técnicas que todavía son usadas en neurocirugía.

### Cirugía plástica
Abulcasis realizó los primeros avances en cirugía plástica desde los tiempos de Susruta en la antigua India. Abulcasis desarrolló métodos de incisión, el uso del hilo de seda para las suturas que lograban un mejor resultado estético, e inventó el procedimiento quirúrgico de reducción de mamas para el tratamiento de la ginecomastia.

## Instrumental quirúrgico
En su al-Tasrif, al-Zahrawi introdujo su famosa colección de más de 200 instrumentos quirúrgicos. Muchos de ellos nunca habían sido usado antes. Hamidan, por ejemplo, recogió al menos 26 instrumentos innovadores que Abulcasis introdujo. 

### Venda adhesiva y yeso
Abu ul-Qásim inventó la escayola moderna y la venda adhesiva, que aún siguen siendo usados en los hospitales de todo el mundo. El uso de yeso para las fracturas se convirtió en una práctica estándar para los físicos árabes, aunque esta práctica no fue adoptada en Europa hasta el siglo XIX.

### Catgut y fórceps
El uso del catgut (un material cuyas hebras eran obtenidas del intestino del ganado ovino) para suturas internas es todavía empleada en la cirugía moderna. El catgut parecía ser la única sustancia natural capaz de disolverse y ser asimilada por el cuerpo.  
Abu ul-Qásim inventó además los fórceps para la extracción del feto muerto, como se ilustra en  al-Tasrif.

### Cauterización y ligaduras
El cauterio, un instrumento especial usado para la cauterización de las arterias, fue descrito por primera vez por Abu ul-Qásim].
También introdujo el uso de la ligadura para el control del flujo sanguíneo en las arterias en lugar de la cauterización.

### Uso del algodón en medicina
al-Zahrawi fue el primer cirujano en usar el algodón, cuyo nombre deriva del árabe, «qutn», como tejido médico para controlar las hemorragias.

### Bisturí para litotomías y aguja de sutura
Abulcasis inventó el bisturí para litotomías, que contaba con dos bordes cortantes, para llevar a cabo la primera extracción de piedras en la vejiga.
La aguja de sutura fue inventada y descrita por Abu ul-Qásim.

### Otros instrumentos
Así mismo fueron, en «al-Tasrif» fueron descritos el bisturí, la cureta, el retractor, la cuchara quirúrgica, la sonda, el gancho quirúrgico, los estilos quirúrgicos y el espéculo.

## Química y cosmética
Abulcasis también era químico y dedicó un capítulo en el volumen diecinueve de su obra a la cosmética. Algunos de los cosméticos que inventó fueron los desodorantes para la axila, los bastones depilatorios (algo parecido a las modernas cuchillas de afeitar), la crema de manos, los tintes capilares para cambiar el color del pelo a rubio o a moreno, el cuidado del cabello para modificar su apariencia, rizado o liso, la crema solar y otras, describiendo sus ingredientes y sus benificios. Así como un remedio para la halitosis que resulta de comer ajo o cebolla, sugiriendo contrarrestarlo al masticar canela, nuez moscada, cardamomo u hojas de cilantro.
Otros cosméticos que inventó fueron el pintalabios sólido, el cual consistía en una mezcla perfumada que era introducida a presión en unos moldes, así como el uso médico y estético de los aceites minerales. También describió cómo embellecer el pelo, la piel, los dientes, y otras partes del cuerpo, lo cual se ajustaba a las recomendaciones de los hadices islámicos.

### Cosmética dental
En este apartado, ha descrito los métodos para fortalecer las encías, así como un método para blanquear los dientes.

### Flores
Al-Tasrif introdujo la moderna tradición de llevar flores a los enfermos cuando se iba a visitarlos al hospital.

### Perfumería
Abulcasis consiguió grandes avances en perfumería e inventó algo parecido al moderno desodorante stick en roll-on, a través de una técnica de enrollado y prensado del producto en moldes.
También recomendaba que, tras lavar la ropa, ésta debía ser colocada en una habitación llena de incienso o perfume, así la ropa desprendería una fragancia agradable.

## Otros avances

### Medicación
Al-Zahrawi desarrolló una medicación que fue descrita en el capítulo de cosméticos. Para la epilepsia y las convulsiones inventó un medicamento llamado Ghawali y Lafayfe. Para el tratamiento de la gripe común, creó  Muthallaathat, preparado a base de alcanfor, almizcle y miel, similar al Vicks Vapour Rub actual. También inventó el spray nasal y la crema de manos, y desarrolló un enjuague bucal.

### Hematología y herencia
En hematología, al-Zahrawi escribió la primera descripción de la hemofilia, una enfermedad genética hereditaria, contando la historia de una familia andalusí cuyos varones murieron desangrados tras haber sufrido heridas menores.